# Joola

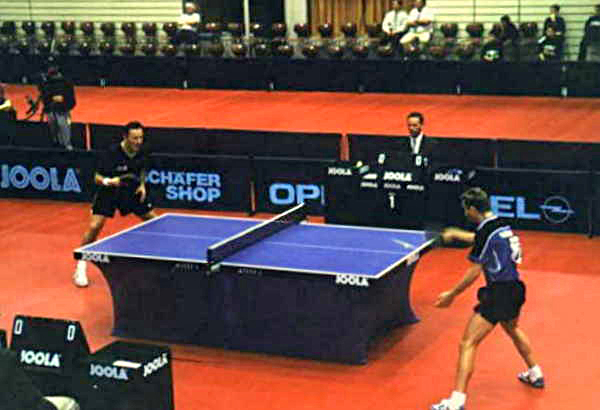
Stůl a počítadlo Joola

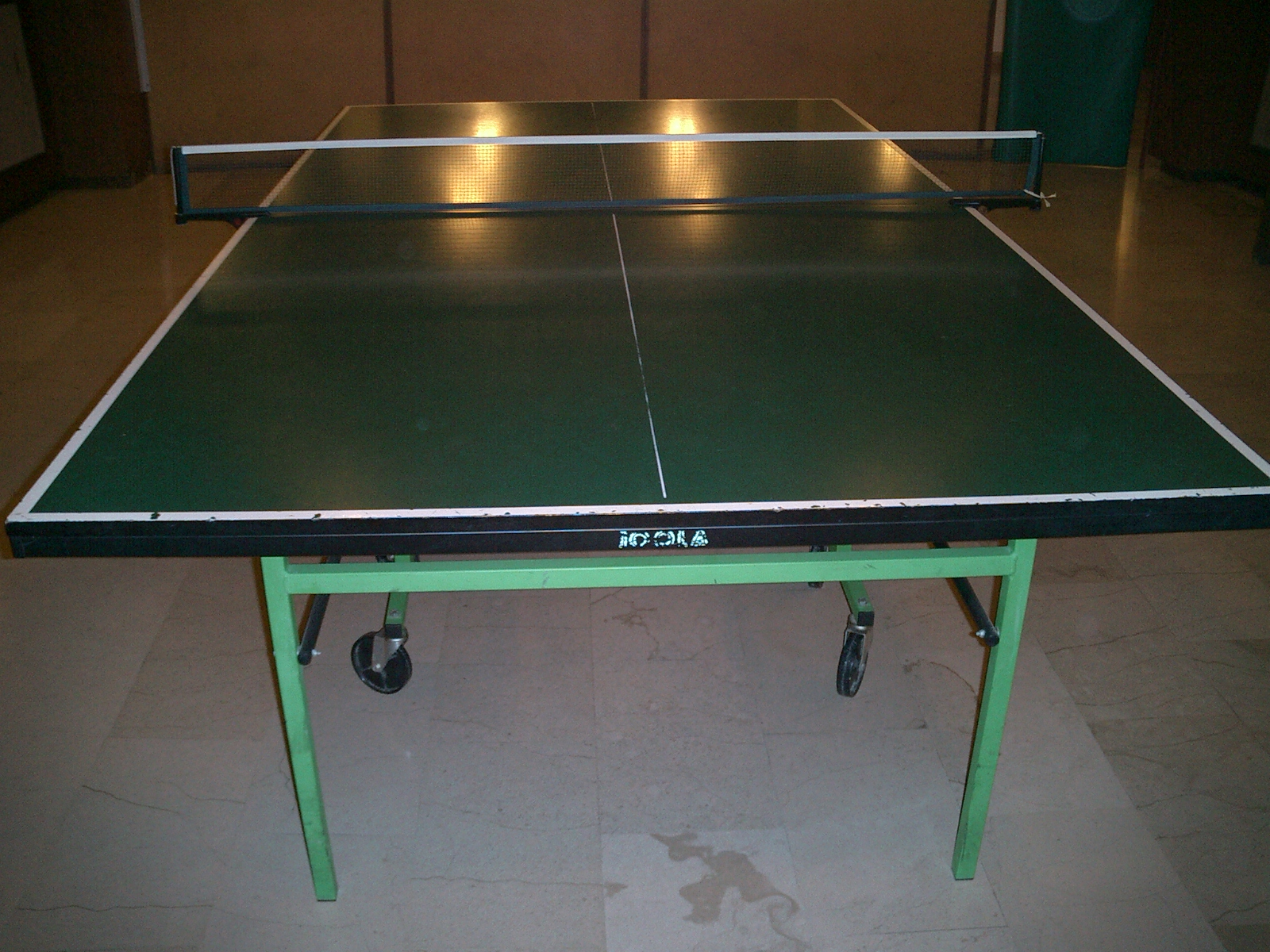
Stůl Joola

Joola (celým názvem JOOLA Tischtennis GmbH + Co. KG) je německá firma se sídlem v Godramsteinu vyrábějící sportovní vybavení pro stolní tenis (stoly, rakety, sítě, míčky, sálovou obuv, oblečení atd.).

## Historie
Firma Joola vznikla v roce 1950, tehdy bylo populární zkombinovat název společnosti a města. Jde o spojení jména sportovního oddělení obchodu Jooss a názvu města Landau in der Pfalz. Roku 1952 firma vyrobila první stoly pro stolní tenis. Kredit této značky hodně pozvedl zakládající majitel společnosti Fr. Th. Jooss Karl Frey, jenž zemřel roku 1991. V roce 1954 se výrobní oddělení pro stolní tenis v rámci společnosti osamostatnilo a roku 1963 se přesunulo z Landau in der Pfalz do Godramsteinu. Tím bylo dokonáno úplné osamostatnění oddělení od mateřské společnosti a vznikla tak nezávislá firma. Vyvstala potřeba dalších výrobních prostor pro naplnění výrobní kapacity. Roku 1979 převzal firmu Michael Bachtler, který zde dříve pracoval na pozici generálního ředitele.
V továrně v Siebeldingenu je automatická výrobní linka na stoly Joola. Firma také podporovala některé sportovce od počátku jejich kariéry (např. německého stolního tenistu Jörga Roßkopfa).